# محمود شعبان
محمود شعبان إبراهيم مصطفى، (14 أكتوبر 1972–)، هو داعية إسلامي مصري وأستاذ مساعد بقسم البلاغة والنقد بكلية الدراسات الإسلامية والعربية في جامعة الازهر فرع دسوق بكفر الشيخ كما أنه خطيب سابق بعدة مساجد بالقاهرة.
اعتقلته السلطات المصرية في نوفمبر 2014 بعد لقاء إعلامي له مع الإعلامي وائل الإبراشي في برنامج «العاشرة مساء».

## السيرة
ولد محمود شعبان في 14 أكتوبر/تشرين الأول 1972 بحي عين شمس بالقاهرة. درس بمعهد الدراسات الإسلامية في جامعة الأزهر حتى أصبح في سبتمبر 1997 معيداً في المعهد فور تخرجه منه. وبعد حصوله على درجة الماجستير في العلوم الشرعية تم تعيينه مدرساً مساعداً في المعهد في 10 ديسمبر 2005. ثم أصبح مدرساً في جامعة الأزهر بعد حصوله على الدكتوراه وأصبح أيضا أستاذاً مساعداً بقسم الدراسات الإسلامية في جامعة الازهر منذ مارس 2011.
بزغ نجمه بعد الثورة المصرية، حيث ظهر في عدة برامج دينية مثل قناة الحافظ.
اشتهر بدفاعه عن الرئيس الراحل محمد مرسي قبل وبعد الإنقلاب العسكري عام 2013 كما أطلق عدة فتاوى «مثيرة للجدل» اعتبرها منتقدوه «مسيئة ومحرضة على العنف والإرهاب».

### فتوى «مثيرة ومحرضة»
أطلق الشيخ محمود شعبان في فبراير 2013، فتوى قال فيها ان المعارضين من جبهة الانقاذ الوطني «ينبغي قتالهم وإذا اقتضى الأمر قتلهم» استنادا إلى حديث نبوي يقول «ومن بايع إماما فأعطاه صفقة يده وثمرة قلبه فليطعه ما استطاع، فإن جاء أحد ينازعه، فاضربوا عنق الآخر».
هذه الفتوى أثارت جدلا كبيرا آنذاك بمصر حيث رفضت الرئاسة المصرية في بيان لها يوم 7 فبراير 2013 ما أسمته «بخطابات الكراهية التي تتمسح بالدين» في رد فعل على فتوى الشيخ محمود شعبان. وقالت الرئاسة إن الفتوى «تمثل انحرافا خطيرا عن المسار السلمي للثورة المصرية» وجاء في بيانها «إنه من الغريب أن يبيح البعض ممن يدعون التحدث باسم الدين "القتل" على قاعدة الاختلاف السياسي وهذا هو الارهاب بعينه».
كما قرر وزير الداخلية آنذاك محمد إبراهيم تكثيف الدوريات الأمنية بمحيط منزلي محمد البرادعي، وحمدين صباحي باعتبارهما من قيادات الجبهة، لاحقا أصدرت النيابة العامة قراراً بضبط وإحضار الشيخ شعبان للاستماع لأقواله في تهمة «الإفتاء بالتحريض على القتل وإهدار دم قيادات جبهة الإنقاذ المصرية». وٱخلي سبيله في وقت لاحق بكفالة.
قالت وكالة أنباء الشرق الأوسط المصرية أن محمود شعبان نفى أنه يدعو إلى قتل المعارضين المصريين وأوضح أن «فتواه كانت للخروج عن الحاكم ومن ينازعه في الحكم».

### ما بعد 3 يوليو 2013
بعد الانقلاب العسكري في يوليو 2013 والذي أطاح بحكم الرئيس محمد مرسي، شارك محمود شعبان في إعتصام رابعة العدوية في أغسطس من نفس السنة وألقى كلمة من على منصة الاعتصام يدعو فيها لعودة مرسي للحكم. كما دعى الدكتور محمود شعبان خلال كلمة ألقاها من على منصة ميدان النهضة، أنصار الرئيس المعزول بـ«التضرع إلى الله والصلاة والدعاء لعودة مرسي»، وإسقاط ما اسماه بـ«الانقلاب العسكري على الإسلام» كما قال شعبان إن «عودة الرئيس محمد مرسي، تأتي بأمر إلهي، وما يحدث ليس انقلابًا على الشرعية، ولكن هي حرب على الدين الإسلامي».

#### اختطافه بميدان التحرير
في 4 أغسطس 2013، تعرض الشيخ محمود شعبان لعملية اختطاف واحتجاز لأكثر من 4 ساعات بميدان التحرير، فأثناء مروره رفقة صديق له بالسيارة قرب ميدان التحرير اعترضه مجموعة من الشباب المتظاهرين بالميدان وألقوا القبض عليه واحتجزوه في خيمة بالميدان ثم نشروا فيديوهات لذلك على مواقع التواصل الإجتماعي، خلفت ردود فعل غاضبة حيث تساءل الشيخ شريف طه المتحدث باسم حزب النور: «هل تحول ميدان التحرير مكاناً لإهانة المواطنين بعد أن كان رمزاً للتحرر الوطني والكرامة الإنسانية ؟»، مضيفًا: «ندين بشدة ما جرى للشيخ محمود شعبان اليوم في الميدان، ونطالب بالتحقيق في الحادث مع من ظهرت صورهم في الفيديو». وبعد يومين فقط، ظهر الشيخ محمود على منصة ميدان رابعة العدوية وقال إن الشباب الذين احتجزوه قاموا بتكسير السيارة وأن قوات الأمن لم تأت إلا بعد 4 ساعات، مضيفا «ما آلمني أنني وجدت مصرا غير التي أعرفها .. تألمت أني رأيت أناسا لا عقلا ولا فهم .. ولديهم بغضاء وكره».

#### إيقافه عن العمل
عام 2014، قدم عميد كلية الدراسات الإسلامية والعربية بجامعة الأزهر فرع دسوق بكفر الشيخ، الدكتور محمد الطيب شكوى ضد الدكتور محمود شعبان إلى رئيس الجامعة، متهما إياه بـ«الإساءة للأمة المصرية قيادة وشعباً»، مطالبا بإحالته لمجلس التأديب.
وبناء على تلك الشكوى، قرر رئيس جامعة الأزهر، عبد الحي عزب، في 3 نوفمبر 2014، إيقاف الدكتور محمود شعبان عن العمل لثلاثة أشهر، وتحويله للتحقيق بمعرفة مجلس التأديب، وتكليف الدكتور أحمد حسني طه، نائب رئيس الجامعة، لتولي مهمة استجوابه حول الاتهامات المسندة إليه.
أرفق عميد كلية الدراسات مع الشكوى مقتطفات من تدوينات نشرتها صفحة على موقع فيسبوك تحمل عنوان «الشيخ د محمود شعبان – الصفحة الرسمية»، بينها تدوينة تحمل إساءة للرئيس عبد الفتاح السيسي.

#### اللقاء الأخير
في 23 نوفمبر 2014، ظهر الشيخ محمود شعبان على فضائية دريم في لقاء ببرنامج العاشرة مساءً الذي يقدمه الإعلامي وائل الإبراشي. الحلقة التي بدأت بإحضار شعبان لحقيبة ملابسه داخل الاستديو مؤكدا على استعداده للقبض عليه بعد انتهاء الحلقة، الأمر الذي رفضه الإبراشي ونفى احتمالية القبض على شعبان بعد الحلقة. كما شهدت هذه الحلقة تجاذبات ومشادات بينهما، انتهت بمغادرة الشيخ محمود للاستوديو منتقدا تحامل الإبراشي عليه وعدم منحه فرصة للدفاع عن نفسه، بينما وصف الأخير تصرفات شعبان بـ«التمثيل». نفى شعبان في هذا اللقاء اتهامات له بالتحريض على العنف والإرهاب والقتل.
وكان ذلك آخر لقاء لمحمود شعبان على شاشة التلفاز حيث ٱلقي القبض عليه بعد مغادرته الحلقة، الأمر الذي اعتبره الإبراشي «فضيحة ووصمة عار على الإعلاميين»، ثم ٱخلي سبيل شعبان وٱعيد القبض عليه مجددا يوم 25 نوفمبر 2014.

##### الرد على اتهامات عميد كلية الدراسات الإسلامية بالأزهر
خلال هذا اللقاء، نفى الدكتور محمود شعبان أي صلة تربطه بهذه الصفحات الفيسبوكية التي تتحدث بإسمه، قائلا: «سألت الأولاد (الطلبة) على الموقع، أنا الصفحة عندي صوتيات ومرئيات بس (فقط)، بتنزل الخطب والدروس، لا بأرد على أسئلة ولا أكلم حد ولا أخش (أدخل) على النت، كل اللي بيحصل من التلامذه بيدخلوا الخطب بس.. ياولاد ايه ده؟؟ (متسائلا عن الصفحة المذكورة في الشكوى).. قالوا واحد عامل صفحة بإسم حضرتك بعتنالوا (تواصلوا معه) وقلنالوا اتق الله سبحانه وتعالى ولا تنتحل صفة الشيخ.. من فضل الله عز وجل كتب الصفحة لا يشرف عليها الشيخ». مؤكدا على أنه يملك صفحة وحيدة موثقة ومعروفة.

### أبرز البرامج التي ظهر فيها
- «في ميزان القرآن والسنة» على قناة الحافظ.[26]
- حوار مع طوني خليفة في «برنامج أجرأ الكلام» على قناة القاهرة والناس.[27]
- مناظرة مع الدكتور سعد الدين الهلالي، تقديم الإعلامي عمرو الليثي على قناة المحور.[28]
- حوار مع الإعلامي خالد عبدالله في «برنامج مصر الجديدة» على قناة الناس.
- حوار مع الشيخ خالد الجندي على قناة أزهري.[29]

## اعتقاله
اعتقل محمود شعبان لأول مرة في 23 نوفمبر 2014 ثم ٱخلي سبيله وذلك بعد تأكيد السلطات الأمنية أنه «ليس مطلوباً على ذمة أي قضايا». وفي فجر اليوم التالي ٱلقي القبض عليه مجددا بأوامر من النيابة العامة على خلفية القضية المعروفة إعلاميا بـ«قضية الجبهة السلفية» واتهامات له بالتحريض على العنف والإرهاب ومناهضة الدولة. وبعد 20 شهرًا من الحبس الإحتياطي، أخلت محكمة جنايات القاهرة سبيله في يوليو 2016.
وفي 16 مايو 2019، أعلنت «التنسيقية المصرية للحقوق والحريات»، اعتقال أستاذ علم البلاغة في كلية الدراسات الإسلامية بجامعة الأزهر، الشيخ محمود شعبان، بعد صدور قرار ضبط وإحضار له على ذمة قضية تتعلق بـ«الانضمام إلى جماعة أسست على خلاف أحكام القانون والدستور»، تعود أحداثها إلى عام 2014 بمدينة المنصورة بمحافظة الدقهلية.
وفي 27 سبتمبر 2021، أعلن المحامي خالد المصري قرار النيابة العامة إخلاء سبيل موكله محمود شعبان وآخرين في اتهامهم بالتحريض على التظاهر أواخر عام 2014 والانضمام لجماعة مخالفة للقانون. لكن أسرة محمود التي كانت تنتظره أمام قسم شرطة الزيتون، شمالي القاهرة، فوجئوا بسيارة الترحيلات تعود به مرة أخرى إلى نيابة أمن الدولة العليا للتحقيق معه في قضية جديدة ثم تم ترحيله إلى السجن من جديد. حيث أعلن محاميه أن النيابة قررت حبسه من جديد على ذمة قضية جديدة «كانت أثناء فترة حبسه ولم يكن على علم بها، ولم تظهر إلا بعد إخلاء سبيله» حسب قوله وأكد المحامي أن شعبان يواجه نفس الاتهامات في القضية الجديدة تتعلق بـ«نشر الفكر التكفيري أثناء التريض داخل السجن والتحريض على أعمال عنف، والانضمام إلى جماعة أُنشئت على خلاف أحكام القانون لتعطيل أحكام الدستور والقانون، ومنع مؤسسات الدولة والسلطات العامة من ممارسة أعمالها، والإضرار بالسلم الاجتماعي».
وفي 13 مايو 2022، أعلن من محبسه عن إصابته بالشلل، وحضر جلسة المحكمة على كرسي متحرك.
قضت محكمة جنايات القاهرة، الخميس 9 يونيو 2022، بالسجن المشدد 15 عاما للداعية محمود شعبان وذلك في اتهامه بـ”التحريض على العنف ومناهضة الدولة والانضمام إلى "الجيش الحر" في سوريا" باعتباره "تنظيمًا إرهابيًّا" في مصر.

### الرسالة المسربة
كشفت منصة «نحن نسجل» الحقوقية في 10 يناير 2022 عن حصولها على رسالة مسربة من الشيخ محمود شعبان قالت إنها «تحققت من صحتها»، علمت من خلالها المنصة عن خوض الشيخ إضراباً مفتوحاً عن الطعام احتجاجا على سوء المعاملة وللمطالبة بإخلاء سبيله. وقالت المنصة ان شعبان «تعرض للعديد من الانتهاكات منذ اعتقاله، تضمنت: الإيذاء الجسدي والنفسي عبر الضرب وإلقاء البراز على وجهه والسباب بأفظع الألفاظ». وأضافت المنصة: «كشفت الرسالة أيضاً عن معلومات صادمة، منها ممارسة ضابط يُدعى “عصام الألفي” العديد من الانتهاكات بحق المعتقلين، منها قوله لأحد السجناء: “لما تبقى مع ربنا بتاعك ابقى خليه يرن عليّ”». بينما لم ترد وزارة الداخلية المصرية على هذه الإتهامات حتى الآن.
وفي نفس السياق قالت الشبكة المصرية لحقوق الإنسان إن إدارة سجن طره قامت منذ أيام بنقل محمود شعبان والمعتقل من أكثر من عامين إلى مستشفى سجن طرة، وذلك بعد ان تدهورت حالته الصحية موخرا نتيجة دخوله في إضراب مفتوح عن الطعام اعتراضا على المعاملة القاسية والغير انسانية التى يتلقاها داخل محبسه.